# Mörttjärnen (Järna socken, Dalarna, vid Gruckån)
Mörttjärnen är en sjö i Vansbro kommun i Dalarna och ingår i Dalälvens huvudavrinningsområde.